# Europese Challenge Tour 2008

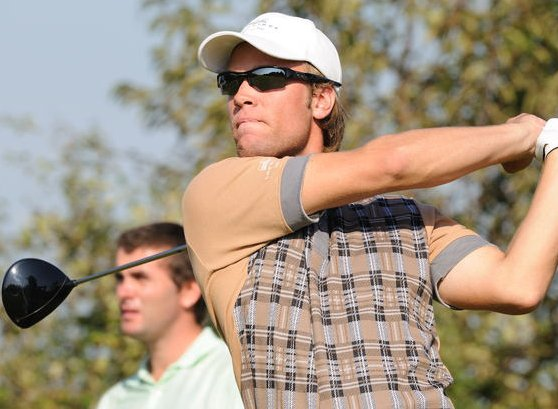
Taco Remkes won in Schotland, Nederland en Italië.

De Europese Challenge Tour van 2008 bestond uit 33 toernooien, inclusief de Telenet Trophy in België en de Dutch Futures in Nederland. Het seizoen liep van eind november 2007 tot eind oktober 2008.

## Meervoudige winnaars
Het was een mooi jaar voor de Nederlandse golfers. Wil Besseling behaalde zijn eerste overwinning al in april, en Taco Remkes in juni. Daarna won Remkes de Dutch Futures voor eigen publiek op Golfclub Houtrak en twee weken later in Italië het Margara Open.
Antti Ahokas won eerst in Argentinië en voegde daar een tweede overwinning aan toe in Denemarken.

Estanislao Goya won eigen land en het laatste toernooi van het seizoen, de Grand Final in Italië.

Richie Ramsay won de Vodafone Challenge in Duitsland en de Open de Toulouse in Frankrijk.

David Horsey won de Telenet Trophy op de Limburg Golf & Country Club in Anderlecht en twee weken later het Open de Lyon.

## Schema
| Data  | Data  | Toernooi                                | Land        | Winnaar              | Info                                  |
| ----- | ----- | --------------------------------------- | ----------- | -------------------- | ------------------------------------- |
| 29-11 | 02-12 | Abierto del Litoral Personal            | Argentinië  | Miguel Rodríguez     | telt ook voor de Tour de las Americas |
| 06-12 | 09-12 | Abierto VISA de la Republica            | Argentinië  | Marco Ruiz           | telt ook voor de Tour de las Americas |
| 06-03 | 09-03 | Tusker Kenya Open                       | Kenia       | Iain Pyman           |                                       |
| 27-03 | 30-03 | Abierto VISA del Centro                 | Argentinië  | Estanislao Goya      | telt ook voor de Tour de las Americas |
| 03-04 | 06-04 | Abierto VISA de la Republica            | Argentinië  | Antti Ahokas         | telt ook voor de Tour de las Americas |
| 10-04 | 13-04 | Club Colombia Masters                   | Colombia    | Wil Besseling        | telt ook voor de Tour de las Americas |
| 23-04 | 26-04 | AGF-Allianz Open Côtes d'Armor Bretagne | Frankrijk   | Joakim Haeggman      |                                       |
| 01-05 | 04-05 | Banque Populaire Moroccan Classic       | Marokko     | Michael Hoey         | nieuw toernooi                        |
| 14-05 | 17-05 | Piemonte Open                           | Italië      | Seve Benson          | nieuw toernooi                        |
| 22-05 | 25-05 | DHL Wroclaw Open                        | Polen       | Gary Clark           | nieuw toernooi                        |
| 29-05 | 01-06 | Oceânico Group Pro-Am Challenge         | Engeland    | Alessandro Tadini    |                                       |
| 05-06 | 08-06 | Reale Challenge de España               | Spanje      | Andrew McArthur      |                                       |
| 12-06 | 15-06 | Saint-Omer Open                         | Frankrijk   | David Dixon          | telt ook voor de Europese Tour        |
| 12-06 | 15-06 | SK Golf Challenge                       | Finland     | Simon Robinson       | nieuw toernooi                        |
| 19-06 | 22-06 | Telenet Trophy                          | België      | David Horsey         |                                       |
| 26-06 | 29-06 | Scottish Challenge                      | Schotland   | Taco Remkes          |                                       |
| 03-07 | 06-07 | AGF-Allianz EurOpen de Lyon             | Frankrijk   | David Horsey         | nieuw toernooi                        |
| 10-07 | 13-07 | Credit Suisse Challenge                 | Zwitserland | Rafael Cabrera Bello |                                       |
| 17-07 | 20-07 | MAN NÖ Open                             | Oostenrijk  | André Bossert        |                                       |
| 24-07 | 27-07 | SWALEC Wales Challenge                  | Wales       | Michael McGeady      |                                       |
| 31-07 | 03-08 | Challenge of Ireland                    | Ierland     | Andrew Tampion       |                                       |
| 07-08 | 10-08 | Lexus Open                              | Norwegen    | Jeppe Huldahl        |                                       |
| 14-08 | 17-08 | Trophée du Golf Club de Genève          | Zwitserland | Klas Eriksson        |                                       |
| 14-08 | 17-08 | Vodafone Challenge                      | Duitsland   | Richie Ramsay        |                                       |
| 21-08 | 24-08 | Ypsilon Golf Challenge                  | Tsjechië    | Seve Benson          | nieuw toernooi                        |
| 28-08 | 31-08 | ECCO Tour Championship                  | Denemarken  | Antti Ahokas         |                                       |
| 04-09 | 07-09 | Dubliner Challenge                      | Zweden      | Mark Haastrup        | nieuw toernooi                        |
| 11-09 | 14-09 | Qingdao Golf Open                       | China       | Gareth Maybin        | nieuw toernooi                        |
| 18-09 | 21-09 | Kazakhstan Open                         | Kazachstan  | Gary Lockerbie       |                                       |
| 25-09 | 28-09 | Dutch Futures                           | Nederland   | Taco Remkes          |                                       |
| 02-10 | 05-10 | AGF-Allianz Golf Open Grand Toulouse    | Frankrijk   | Richie Ramsay        |                                       |
| 15-10 | 18-10 | Margara Diehl-Ako Platinum Open         | Italië      | Taco Remkes          |                                       |
| 23-10 | 26-10 | Apulia San Domenico Grand Final         | Italië      | Estanislao Goya      |                                       |

## Order of Merit
| Rang | Speler          | Prijzengeld (€) |
| ---- | --------------- | --------------- |
| 1    | David Horsey    | 144.118         |
| 2    | Gary Lockerbie  | 138.509         |
| 3    | Taco Remkes     | 137.331         |
| 4    | Gareth Maybin   | 117.719         |
| 5    | Estanislao Goya | 113.336         |

1990 ·
1991 ·
1992 ·
1993 ·
1994 ·
1995 ·
1996 ·
1997 ·
1998 ·
1999 ·
2000 ·
2001 ·
2002 ·
2003 ·
2004 ·
2005 ·
2006 ·
2007 ·
2008 ·
2009 ·
2010 ·
2011 ·
2012 ·
2013 ·
2014